# Kőhalmi Béla
Kőhalmi Béla (Budapest, 1884. október 11. – Budapest, 1970. január 10.) Kossuth-díjas könyvtáros, bibliográfus.

## Életútja és munkássága

### Pályafutása 1919-ig
Fővárosi adótisztviselő fia volt. Miután ötévesen elárvult, tizenkét évig a főváros árvaházában nevelkedett. 1902-ben a Városháza napidíjas tisztviselője lett. Ekkoriban írt tárcanovellái a Magyarországban láttak napvilágot. 1906-tól a Budapesti Naplóban publikált. Ennek köszönhette megismerkedését Jászi Oszkárral, aki bevezette a Társadalomtudományi Társaság és folyóirata, a Huszadik Század szerzőinek körébe. A lapban könyvpolitikai, kultúrpolitikai és könyvészeti cikkeket közölt.
A budapesti tudományegyetemen jogot hallgatott, majd 1910-ben könyvtárosi szakvizsgát tett. Ekkor Szabó Ervin vette maga mellé a Fővárosi Könyvtárba, ahol 1910 és 1919 között a betűrendes és a szakkatalógussal kapcsolatos munkákat, az első fiókkönyvtár megszervezését, majd a központi könyvtár újjászervezését irányította. Szabó Ervin jóvoltából nyugati tanulmányútra mehetett. Emellett 1913-tól 1919-ig a Könyvtári Szemle című folyóiratot szerkesztette, amely munkaszervezési kérdésekkel éppúgy foglalkozott, mint a fontosabb nyomdák tipográfiai újításaival. Kőhalmi a pályája elején még hiányzó kurrens nemzeti bibliográfia ügyének egyik szószólója volt. 1914-től 1919-ig Pikler Blankával együtt szerkesztette a Magyar Könyvészet című kiadványt.
A Tanácsköztársaság idején a könyvtárügy országos politikai megbízottja, Dienes László helyettese volt, és betöltötte az Országos Könyvtárügyi és Bibliográfiai Intézet helyettes vezetői posztját is. Részt vett a gyári munkáskönyvtárak, az egyetemi könyvtárostanfolyamok, a központi könyvelosztás és -beszerzés megszervezésében, a fővárosi könyvtár első budai fiókjának és az Országos Könyvtárügyi és Bibliográfiai Intézetnek a létrehozásában. Folyóiratot adott ki A Tanácsköztársaság Könyvtárügye címmel.

### Emigrációja
1919 ősze és 1920 márciusa között vizsgálati fogságban tartották. Szabadulása után Bécsbe emigrált. Itt a Panoráma című lap szerkesztőjeként, a Bécsi Magyar Kiadó lektoraként, a Világosság, a Bécsi Magyar Újság és a Die Bühne munkatársaként működött.

### 1934 és 1970 között
1934-ben tért vissza; egy ideig rendőri felügyelet alatt állt. Ekkortól kezdve rendszeresen publikált a polgári radikálisok lapjában, a Századunkban. 1935 és 1944 között a Révai nagy lexikona szerkesztőségi munkatársa és a Rádióújság szerkesztője volt. 1945-től 1950-ig – ismét Dienes László mellett – a Fővárosi Szabó Ervin Könyvtár igazgatóhelyetteseként és szerzeményezési vezetőjeként tevékenykedett. 1948 és 1962-es nyugdíjazása között az ELTE könyvtártudományi tanszékén oktatott könyvtártant és bibliográfiai ismereteket előbb meghívott előadóként, majd egyetemi tanárként. 1951-ben életművéért elnyerte az irodalomtudományok kandidátusa fokozatot.
1950 és 1952 között az Országos Könyvtári Központ, 1952-től 1956-ig az Országos Széchényi Könyvtár szaktanácsadója volt. Közreműködött az egykori egyházi könyvtárak mentésének, katalogizálásának és raktárazásának megszervezésében. Tanfolyamokat szervezett az újonnan könyvtári pályára kerültek számára. A retrospektív bibliográfia munkálatainak egyik elindítója volt. Szerkesztette a Könyvtártudományi Szemlét, a Könyvtártudományi Beszámoló című referálólapot és A Szovjetunió és a népi demokráciák könyvtárügye című sorozatot, 1958-tól haláláig a Magyar Könyvszemlét.
Élete utolsó éveiben is sokat publikált. Foglalkozott a könyvtári tájékoztatás gépesítésének és az információs rendszerek kialakulásának a problémáival. A tudományos tájékoztatás fejlődése hazánkban. 1945–1965 című munkájában áttekintette a hazai bibliográfiai tevékenység második világháború utáni történetét.

## Társasági tagságai, kitüntetései
A Magyar Tudományos Akadémia Könyvtártudományi Főbizottságának alapítása, 1954 óta elnöke volt. Részt vett az Országos Könyvtárügyi Tanács elnökségének munkájában is. A Magyar Könyvtárosok Egyesülete díszelnökévé választotta.
1954-ben és 1955-ben Munka Érdeméremmel jutalmazták. 1956-ban megkapta a Kossuth-díj harmadik fokozatát „a könyvtártudomány fejlesztése terén kifejtett kiemelkedő munkásságáért”. 1969-ben a Munka Érdemrend arany fokozatában és az Akadémiai Díj első fokozatában részesült.

## Főbb művei

### Önálló kötetek
- Szindikalizmus és leninizmus (Budapest, 1919)
- Hajmáskér (Gábor Andor előszavával; Bécs, 1920)
- Községi könyvtárpolitika (Budapest, 1947)
- A Szovjetunió könyvtárügye (Budapest, 1951)
- A Szovjetunió könyvtárügyének kronológiája (Budapest, 1952)
- Bibliográfia I–II. (Budapest, 1953)
- Könyvtártudományunk feladatai (Budapest, 1955)
- A Magyar Tanácsköztársaság könyvtárügye (Budapest, 1959)
- Szabó Ervin, a könyvtáros (Budapest, 1959)
- A tudományos tájékoztatás fejlődése hazánkban. 1945–1965 (Budapest, 1967)

### Szerkesztett kötetek
- Könyvek könyve. 87 magyar író, tudós, művész, közéleti ember és kiadó vallomása kedves olvasmányairól (Budapest, 1918)
- Könyvgyűjtők évkönyve 1919-re (Budapest, 1919)
- Az új könyvek könyve. 173 író, művész, tudós vallomása olvasmányairól (Budapest, 1937)